# Latvijas Televizija
Latvijas Televīzija (Televisió letona o LTV) és la televisió pública de Letònia. És una de les empreses que formen part de Latvijas Sabiedriskais medijs, la radiodifusió pública letona, amb Latvijas Radio.
L'empresa és finançada mitjançant una subvenció del Govern letó (al voltant del 60%), i mostrant anuncis comercials. Si bé, el canvi de LTV a un cànon de finançament ha estat fortament debatut, aquest ha estat constantment rebutjat pel govern. Molts analistes de mitjans creuen que la veritable raó d'aquest rebuig és que el govern es resisteix a perdre el control de LTV, el fons del qual provenen de les subvencions que atorga el govern.
LTV comença les seves retransmissions el 6 de novembre de 1954 i es va convertir al sistema de color SÉCAM en 1974. El seu sistema de color canvia a PAL en 1998. La companyia s'uneix a la Unió Europea de Radiodifusió (EBU) l'1 de gener de 1993. LTV va ser l'amfitrió del Festival d'Eurovisió 2003.
LTV opera dos canals: LTV1, en letó i el canal orientat als joves LTV7 (anteriorment anomenat LTV2), en letó i rus. LTV7 transmet a més diversos esdeveniments esportius com les Olimpíades, diferents lligues esportives de Letònia, Jocs Nacionals, l'Eurocopa i la Copa Mundial de la FIFA. Ambdós canals estan disponibles en el satèl·lit Sirius.